# Scotura leucophleps
Scotura leucophleps är en fjärilsart som beskrevs av W. Warren 1909. Scotura leucophleps ingår i släktet Scotura och familjen tandspinnare. Inga underarter finns listade.